# Syagrus evansiana
Syagrus evansiana är en enhjärtbladig växtart som beskrevs av Larry Ronald Noblick. Syagrus evansiana ingår i släktet Syagrus och familjen Arecaceae. Inga underarter finns listade i Catalogue of Life.